# Troglanillus velentinei
Troglanillus velentinei är en skalbaggsart som beskrevs av René Gabriel Jeannel. Troglanillus velentinei ingår i släktet Troglanillus och familjen jordlöpare. Inga underarter finns listade i Catalogue of Life.